# Comillas
Comillas é um município da Espanha na comarca Costa Ocidental, província e comunidade autónoma da Cantábria. Tem 18,6 km² de área e em 2021 tinha 2 117 habitantes (densidade: 113,8 hab./km²). É uma vila onde convivem em perfeita harmonia edifícios medievais, barrocos e modernistas, todos com vista para o mar.

## Demografia
| Variação demográfica do município entre 1991 e 2006 | Variação demográfica do município entre 1991 e 2006 | Variação demográfica do município entre 1991 e 2006 | Variação demográfica do município entre 1991 e 2006 |
| --------------------------------------------------- | --------------------------------------------------- | --------------------------------------------------- | --------------------------------------------------- |
| 1991                                                | 1996                                                | 2001                                                | 2006                                                |
| 2495                                                | 2364                                                | 2289                                                | 2469                                                |

## Património
- Palácio de El Capricho, desenhado pelo genial arquitecto catalão Antonio Gaudí
- Fundación Comillas [es] da Universidade Pontifícia Comillas
- Palácio de Sobrellano